# Jay Schroeder
Jay Brian Schroeder (Milwaukee, Wisconsin, 28 de junio de 1968) es un exjugador profesional de fútbol americano. Jugó en la posición de quarterback en la National Football League para los Washington Redskins (1985-1987), Los Angeles Raiders (1988-1992), los Cincinnati Bengals (1993) y los Arizona Cardinals (1994).
Asistió a la preparatoria Palisades High School y fue compañero en el equipo de fútbol americano de la misma preparatoria del actor Forest Whitaker.
Fue seleccionado en la tercera ronda del draft de 1984 por Washington después de una carrera moderada con UCLA. En su segunda temporada como profesional, solo había jugado en un partido, ya que el titular indiscutible era Joe Theismann. Schroeder de pronto se vio forzado a ser titular cuando a Theismann le rompieron una pierna durante un juego en contra de los New York Giants, lo cual lo obligó a retirarse como profesional.  Schroeder se ganó el puesto de manera definitiva con los Redskins en 1986, cuando terminaron esa temporada con marca de 12-4, mientras lanzaba para una marca de franquicia con Washington con 4,109 yardas por pase, llegando al Pro Bowl.  Logró llevar a Washington hasta el juego de Campeonato de la NFC, donde fueron blanqueados por 17-0 por Nueva York.
En 1987, Schroeder sufrió una lesión en la cual le separaron un hombro en el primer partido de la temporada en contra de los Philadelphia Eagles. Fue reemplazado por Doug Williams. Schroeder regresó en esa temporada, pero con la molestia de la lesión, finalmente perdió su oportunidad de jugar en el Super Bowl.  Williams llevó a los Redskins a conseguir la victoria en el Super Bowl XXII.  En la siguiente temporada, Schroeder fue canjeado por el tackle de los Raiders Jim Lachey, quien logró ser un casi perpetuo Pro Bowl para los Redskins.
Paso varias temporadas con los Raiders, con varios niveles de éxito.  Llevó a los Raiders hasta el Campeonato de la AFC de 1990, pero fueron despedezados por los Buffalo Bills por marcador de 51-3, y Schroeder fue interceptado en cinco ocasiones.
Schroeder se retiró en 1995 con 1,426 pases completos de 2,808 intentados, para 20,063 yardas, 114 touchdowns y 108 intercepciones, mientras logró ganar 761 yardas y cinco touchdowns por tierra.
Desde noviembre de 2007, Schroeder trabaja en la cobertura de la NFL de Sky Sports.